# Blue (Is the Colour of Pain)
«Blue (Is the Colour of Pain)» (español: Azul (es el color del dolor)) es el tercer sencillo del álbum debut de Caron Wheeler U.K. Blak. Fue lanzado en 1991 y alcanzó el #37 en el Billboard Top R&B Songs.

## Listas musicales
| Lista musical             | Posición |
| ------------------------- | -------- |
| Billboard Top R&B Singles | 37       |